# 大谷通順
大谷 通順（おおたに みちより、1956年2月13日 - ）は、日本の中国文学者。北海学園大学人文学部日本文化学科名誉教授。

## 略歴
1982年、北海道大学大学院文学研究科中国文学専攻修士課程修了。1985年同中国文学専攻博士課程中退。中野美代子に師事。1年間ホビージャパンの企画部（ゲーム類の輸入・開発・関連出版）に勤務した後、1986年北海道大学文学部助手。1989年北海学園大学教養部講師、1992年同助教授、1997年同教授、1998年人文学部教授、2006年大学院文学研究科教授、2017年北海学園大学図書館長（～2022年）。2024年北海学園大学退任。専門は中国文学、研究テーマは明清小説研究、中国伝統博戯研究。
大学院を中退してゲーム出版社に入ろうとしたほどのゲーム好きであり、中国の伝統的な賭博やゲームを研究対象にする。

## 専門分野
清代末年以前の中国の小説について。中国の伝統的なダイスとカードを用いた賭博ゲームの原理。「支那通」と呼ばれた中国事情に通じた人々について。学部では中国文学、中国語基礎を担当。

## 業績
- 『ほあんいん!中国語　基礎篇』中野徹, 中根研一と共著　郁文堂 2012年初版/2015年改訂版
- 『故宮博物院所蔵の完全なる馬吊牌（中）』『学園論集』（北海学園大学学術研究会）第161号　2014年9月
- 『北京をつくりなおす : 政治空間としての天安門広場』ウー・ホン著 ; 大谷訳　国書刊行会 2015年
- 『麻雀の誕生』大修館書店　2016年
- 『中国文化 55のキーワード』武田雅哉, 加部勇一郎, 田村容子(担当範囲:46 賭博　運命とのたわむれ)　ミネルヴァ書房　2016年4月

ほか多数